# Heer (middeleeuwse titel)
Heer als middeleeuwse titel is te onderscheiden in een aanspreektitel, heer, dominus, ook her of haer, en een functietitel, heer van … of dominus de ….

## Aanspreektitel
De aanspreektitel heer of dominus gold voor de edelman die tot ridder was geslagen. 'Heer' ging vooraf aan de voornaam. Behalve voor ridders gold deze aanspreektitel ook voor gewijde priesters. De echtgenote of de weduwe van een ridder kreeg de titel Domina, Vrouwe of Ver, wat voor haar doopnaam geplaatst werd.
In de twaalfde eeuw gold deze titel uitsluitend voor personen van adellijke afkomst, de nobiles of welgeborenen. Ministerialen die opgeklommen waren tot het sociale peil van de adel hadden net als de edelen de titel miles (ridder). Het begrip miles was geëvolueerd van krijger, naar gewapende ruiter, vervolgens naar de titel ridder. Ministerialen kregen de aanspreektitel heer of dominus pas in de loop van de dertiende eeuw; in het Utrechtse Sticht voor het eerst in 1219. In Gelre werden vanaf 1226 zowel edelen als ministerialen milites genoemd waarbij de edelman het voorvoegsel ‘dominus’ kreeg.
In de tweede helft van de dertiende eeuw raakten de ministeriale ridders geheel versmolten met de oude adel tot een nieuwe ridderadel. Er werd in de getuigenlijsten van de oorkonden voor de afkomst van de ridders met de ‘titel heer’ steeds minder vaak onderscheid gemaakt tussen adellijken (ridderboortigen) of ministerialen (niet-adellijken). Vanaf de veertiende eeuw werd de titel 'heer' voor alle ridders gebruikt. Wel is uit de volgorde van de getuigen in de oorkonden af te leiden dat ridderschap maatschappelijk hoger aangeschreven stond dan dienstmanschap. Vanaf 1246 worden in Gelre de ministeriale ridders vóór de edele knapen geplaatst.
Een heer moest landgoed(eren) bezitten en er een ridderlijke leefwijze op na houden. Hij moest daarnaast een herenleven leiden, wat inhield dat zijn leven in het teken stond van de ruiterdienst. Zijn grond moest hij door anderen laten bewerken. Zodra hij zelf zijn land bewerkte, verviel zijn adellijke status.

## Functie
De feodale functie van heer of dominus kreeg een persoon op basis van het leenrecht, waarbij afspraken waren gemaakt over het in bezit krijgen van een grondgebied met allerlei rechten, in ruil voor veplichtingen als verdediging en onderhoud van het gebied en het leveren van militaire diensten. Soms werd het grondgebied een heerlijkheid genoemd. Afhankelijk van het plaatselijk geldend recht was een voorwaarde dat men van adel moest zijn. Aan heer of dominus werd van of de toegevoegd, heer van … of dominus de … . Bij het voeren van de functietitel was de stand niet van belang. Ook maakte het geen verschil of hij knape of ridder was.
De functietitel heer van …, voor vrouwen vrouwe van …, werd direct na de voornaam geplaatst.
Als de hoge en de lage jurisdictie van een heerlijkheid aan twee personen toe kwam, kreeg de persoon met de hoge jurisdictie de titel ‘heer’ en de persoon met de lage jurisdictie werd ambachtsheer genoemd.

## Samenvattend
- Jan van Arkel: Jan is een telg uit het geslacht Van Arkel.
- Heer Jan van Arkel: Jan, een telg uit het geslacht Van Arkel, is tot ridder geslagen of Jan is priester.
- Jan heer van Arkel: Jan, een telg uit het geslacht Van Arkel, heeft het gezag over het land van Arkel.
- Heer Jan heer van Arkel: Jan, een telg uit het geslacht Van Arkel, is tot ridder geslagen en hij heeft het gezag over het land van Arkel.
- Jan, heer van Arkel, ridder: Jan benoemde zichzelf, hij is tot ridder geslagen en hij heeft het gezag over het land van Arkel.

Laaggeplaatsten noemden hun meerdere vaak ‘heer’ wat geen titel inhield maar vaak wel een overclassificering. Zo komt het in een enkele oorkonde voor dat iemand ten onrechte heer wordt genoemd doordat de oorkonder die persoon als heer zag.
In de middeleeuwen kwam de toenaam als familienaam, zonder de toevoeging heer van, in gebruik. Deze ontstond vanwege de vele zijtakken binnen de adellijke geslachten. Om deze uit elkaar te houden ging men zich noemen naar zijn bezittingen. Bijvoorbeeld Van Heeckeren van Barlham, ... van Enghuizen, ... van Kell. Afstammelingen noemden zich tot ... in plaats van van, Van Heeckeren tot Barlham, ... tot Enghuizen, ... tot Kell. Ook adellijke bastaards noemden zich naar hun bezit. Niet-adellijken gingen zich eveneens naar hun bezit noemen, zo noemde de ambtenaar Jan Ruychbroek zich nadat hij in 1448 huis te Werve in bezit kreeg Jan Ruychbroek van de Werve.

## Na de middeleeuwen
Nadat de feodale stelsels en het oude landrecht overal buiten werking waren gesteld, devalueerde de titel heer of vrouwe van ... tot een statussymbool voor rijkdom. Op de positie waar men in de formele titel de naam van de heerlijkheid noemde, werd de naam van van het voornaamste bezit, een huys of kasteel, genoemd. Ook kocht men titels en namen om deze uit ijdelheid te voeren. Dubbele namen zijn echter pas formeel als deze bij Koninklijk Besluit (KB) toegekend zijn.